# Tsihombe (district)
Tsihombe is een district van Madagaskar in de regio Androy. Het district telt 104.367 inwoners (2011) en heeft een oppervlakte van 2.223 km², verdeeld over 5 gemeentes. De hoofdplaats is Tsihombe.